# Zrození města
Zrození města je exteriérová železobetonová a žulová plastika, která se nachází v Ostravě-Porubě v Moravskoslezském kraji. Hlavním autorem monumentálního architektonického objektu (plastiky), vytvořené ve stylu socialistického realismu, je Miroslav Čtvrtníček (1922 – ???). Socha zřejmě nenese hlubší ideologické zabarvení husákovské éry, je ve „zvláštním“ vztahu s okolní panelovou zástavbou a vznikala od výběrového řízení (rok 1977) do roku 1981, kdy byla slavnostně odhalena. Plastika je vložena do „většího“ prostranství a skládá se z vysokého železobetonového obdélníkového „oblouku“ nebo „brány“ stojící na nízkém kruhovém podstavci. Zdá se jakoby cesta obloukem vedla od nikud nikam. Pod obloukem jsou na nakloněné železobetonové rovině uložené poškozené žulové desky s nápisem psaným velkými tiskacími písmeny složeným z měst tehdejšího Severomoravského kraje.

## Nápis na plastice
| „ | OSTRAVA JIRSKÁ VÝŠKOVICE PORUBA KARVINÁ ORLOVÁ ČESKÝ TĚŠÍN HAVÍŘOV BOHUMÍN FRÝDEK MÍSTEK FRÝDLANT TŘINEC BRUNTÁL KRNOV OPAVA VRBNO ZÁBŘEH FRENŠTÁT PŘÍBOR NOVÝ JIČÍN ROŽNOV VSETÍN VALAŠSKÉ MEZIŘÍČÍ OLOMOUC PŘEROV ŠUMPERK HRANICE | “ |

## Galerie

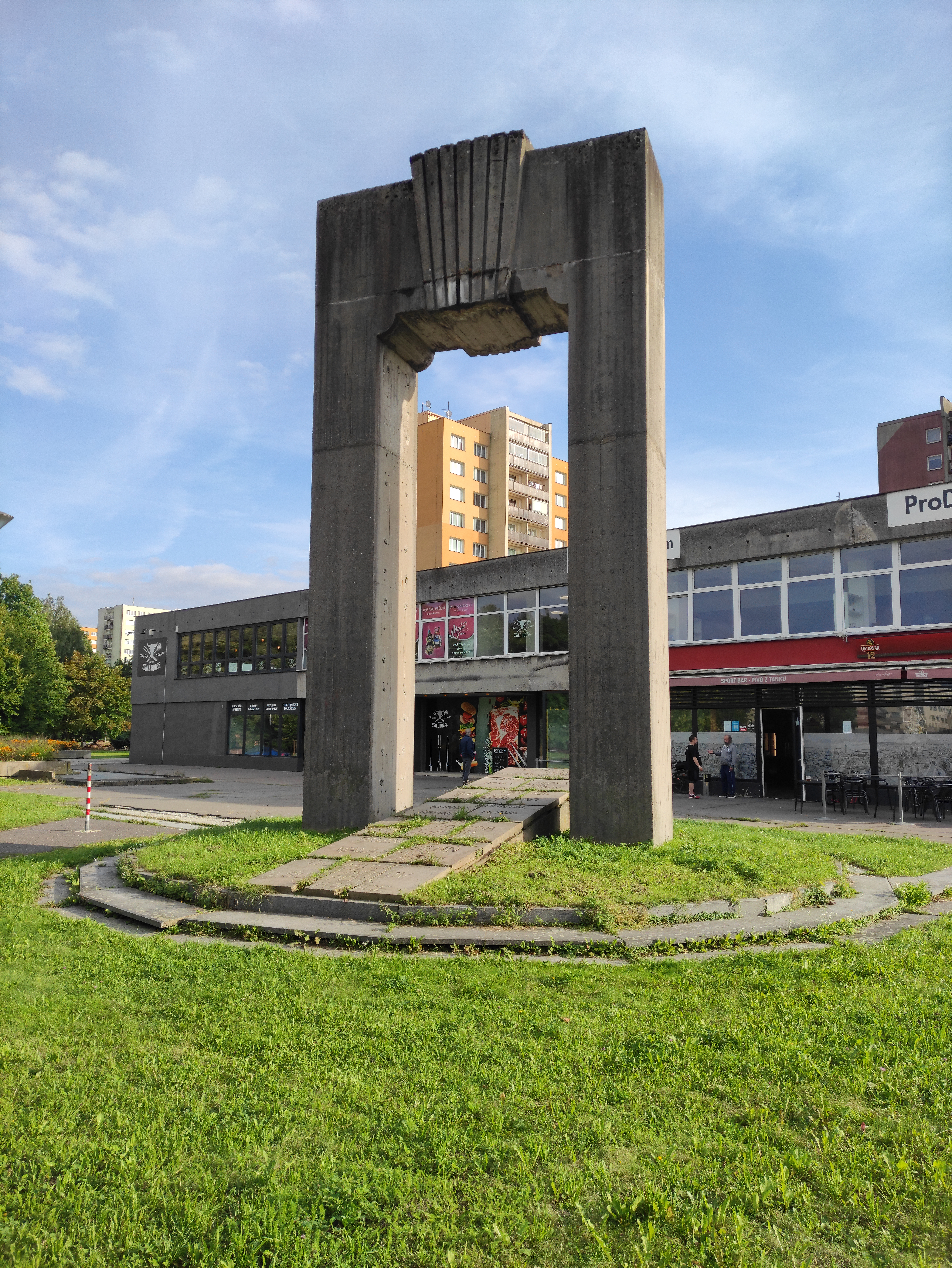
Celkový pohled na dílo
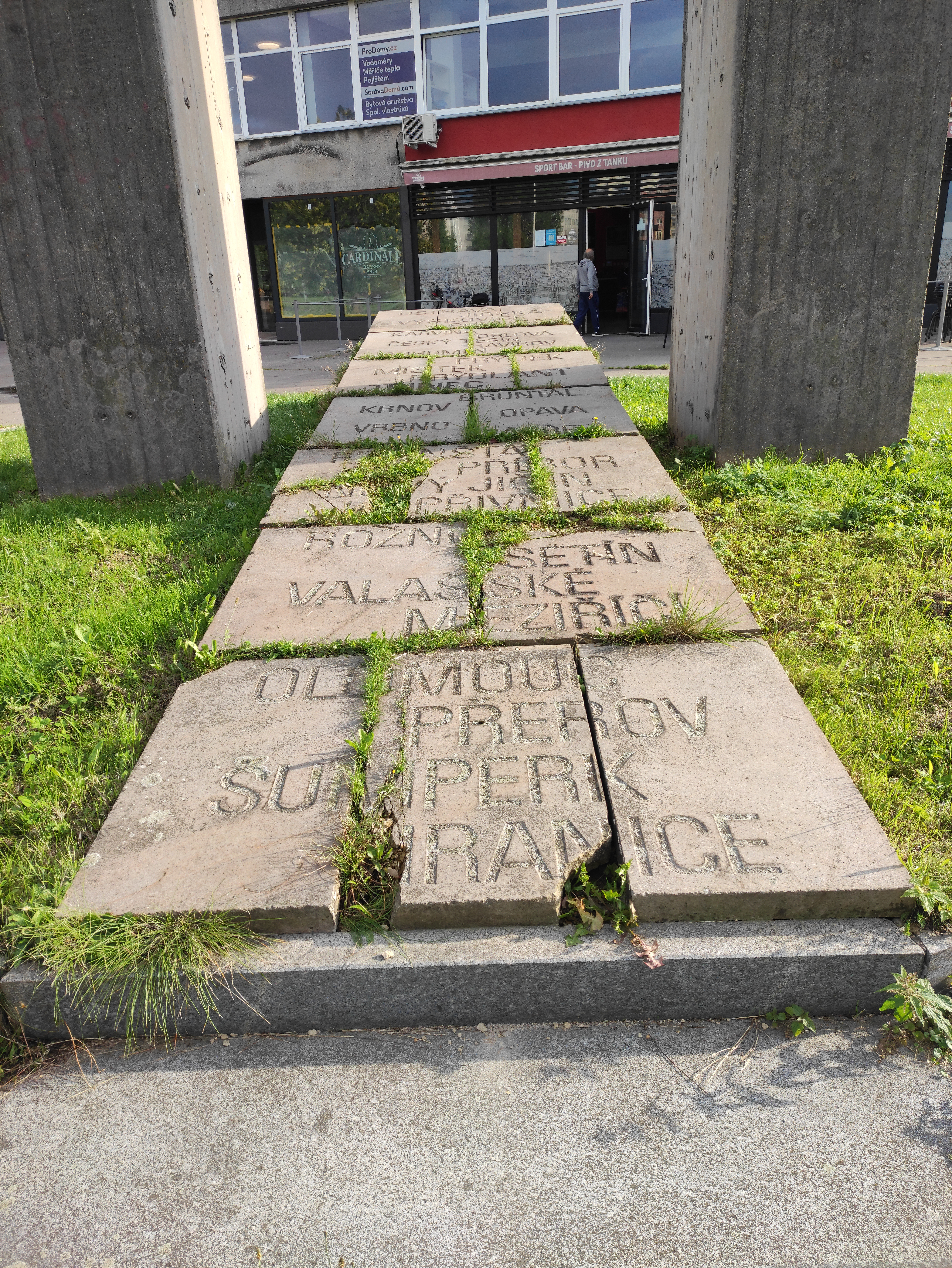
Nápis na plastice
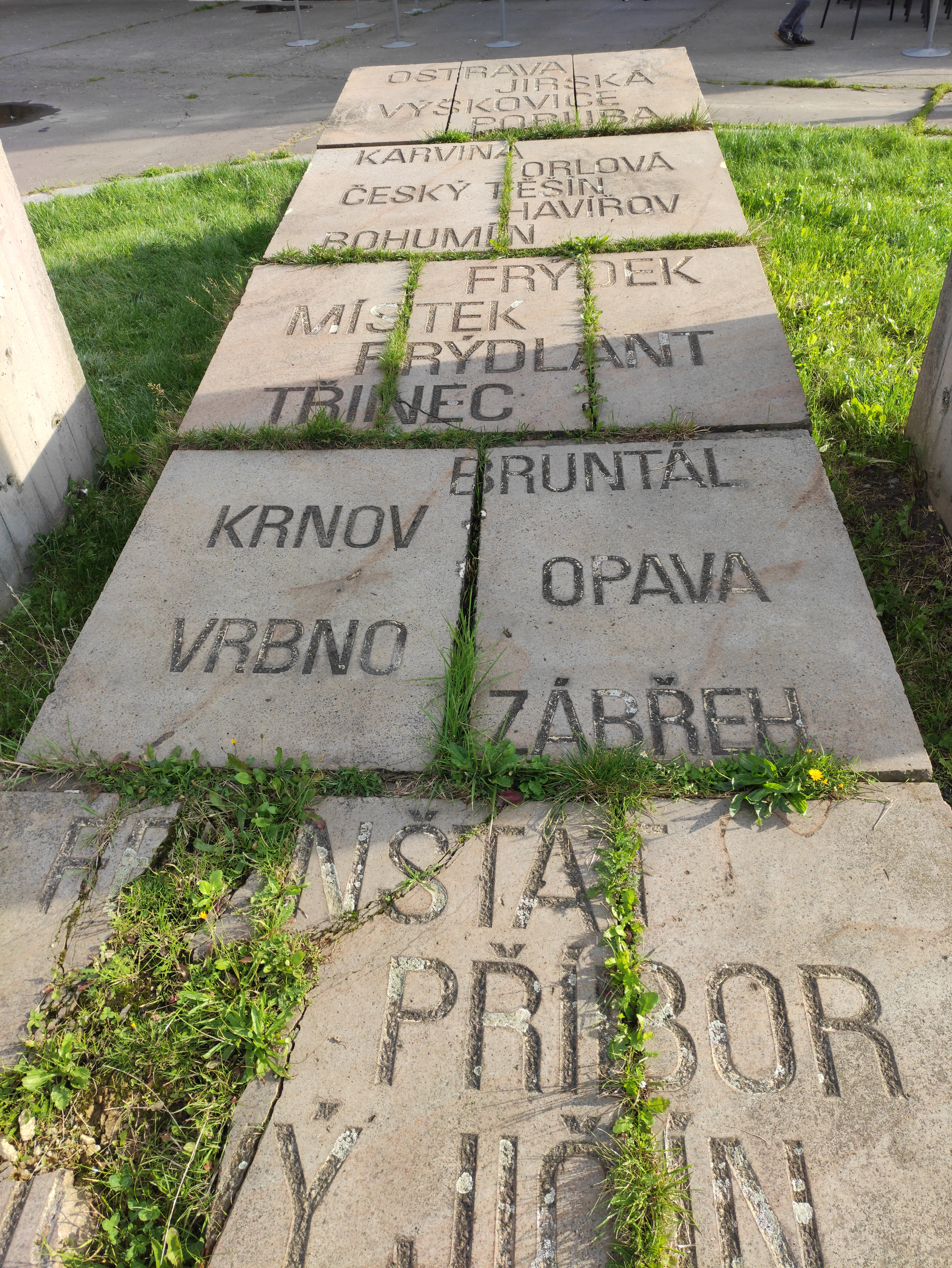
Nápis na plastice